# Nova Aurora (álbum)
Nova Aurora é o terceiro álbum da banda de pop punk brasileira Strike, lançado em 27 de julho de 2012 pela gravadora Som Livre, sendo o primeiro e único lançamento do grupo pela gravadora. A primeira música de trabalho do álbum foi "Fluxo Perfeito", em 17 de abril de 2012; e a segunda foi "Céu Completo", em 13 de novembro de 2012. O álbum conta com as participações especiais de Dom Lampa, Projota e Rodolfo Abrantes.

## Faixas
| N.º            | Título                               | Compositor(es) | Duração |  |
| 1.             | "Fora da Lei" (ft. Dom Lampa)        |                | 3:00    |  |
| 2.             | "Fluxo Perfeito"                     |                | 3:04    |  |
| 3.             | "Sinergia"                           |                | 3:29    |  |
| 4.             | "Céu Completo"                       | Fábio, Marcelo | 3:43    |  |
| 5.             | "Quando o Fim é Só o Começo"         |                | 3:16    |  |
| 6.             | "Nova Aurora" (ft. Rodolfo Abrantes) |                | 3:53    |  |
| 7.             | "Se Jogar" (ft. Projota)             |                | 3:31    |  |
| 8.             | "Em Êxtase"                          |                | 2:58    |  |
| 9.             | "Deixo Você Ir"                      |                | 3:37    |  |
| 10.            | "Lembranças"                         |                | 2:56    |  |
| 11.            | "Teus Sinais"                        |                | 3:53    |  |
| Duração total: | Duração total:                       | Duração total: | 37:20   |  |

## Formação
- Marcelo Mancini: vocal
- Rodrigo Maciel: guitarra e vocal de apoio
- André Maini: guitarra
- Cadu: bateria
- Fábio Barroso: baixo